# 교고쿠촌
교고쿠촌(일본어: 京極村)은 일본 교토부 가도노군에 설치되었던 촌이다.